# 田妥镇
田妥镇，是中华人民共和国西藏自治区昌都市左贡县下辖的一个乡镇级行政单位。

## 行政区划
田妥镇下辖以下地区：
格如村、然尼村、江达村、亚中村、果热村、塔鲁村、田妥村、德列比村、金达村、德达村、色贡村、沙益村、米扎村、帮达村、嘎益村和夺巴村。